# 優越之夜黎明上海演唱會
優越之夜黎明上海演唱會是香港歌手黎明的個人演唱會，由恒生銀行贊助，演唱會於2006年1月21日晚上7時30分在上海大舞台舉行，表演嘉賓由香港藝人杜汶澤及歌手衛蘭擔任。

## 背景及製作
《優越之夜黎明上海演唱會》是黎明繼1999年後，相隔6年再次在上海舉行的個人演唱會，主辦單位於2005年12月21日在上海舉行記者招待會宣佈舉辦詳情，演唱會的製作和形式跟2005年在香港舉行的《Leon Crazy Classic演唱會》演唱會近似，舞台設計以歐洲風格為主，並根據上海大舞台的場地情況作出調整，將舞台機關隱藏起來及設計升降機作演出用途。此演唱會的台前幕後人員超過一百人，包括來自音樂香港、日本等地的鼓手、鍵盤手、各種吉他手及四十多人的管弦樂團，數名來自汕頭市的雜技演員配合歌曲作高空雜技表演，表演嘉賓杜汶澤負責插科打諢、演唱〈開心到震〉和〈我願意〉及與黎明合唱歌曲〈眼睛想旅行〉；衛蘭負責演唱〈大哥〉和〈My Love My Fate〉，黎明演唱的作品包括粵語和國語歌曲，同時加入了電子樂曲元素。

## 反響
演唱會於2006年1月21日舉行，現場觀眾來自上海、北京、香港、韓國、日本等國家地區，有觀眾為了營造氣氛而在台下燃點煙花，其後被公安制止，黎明在演唱會上獲得由新浪網頒發的「全國最喜愛男歌手」獎。